# El Morro (Schachspieler)

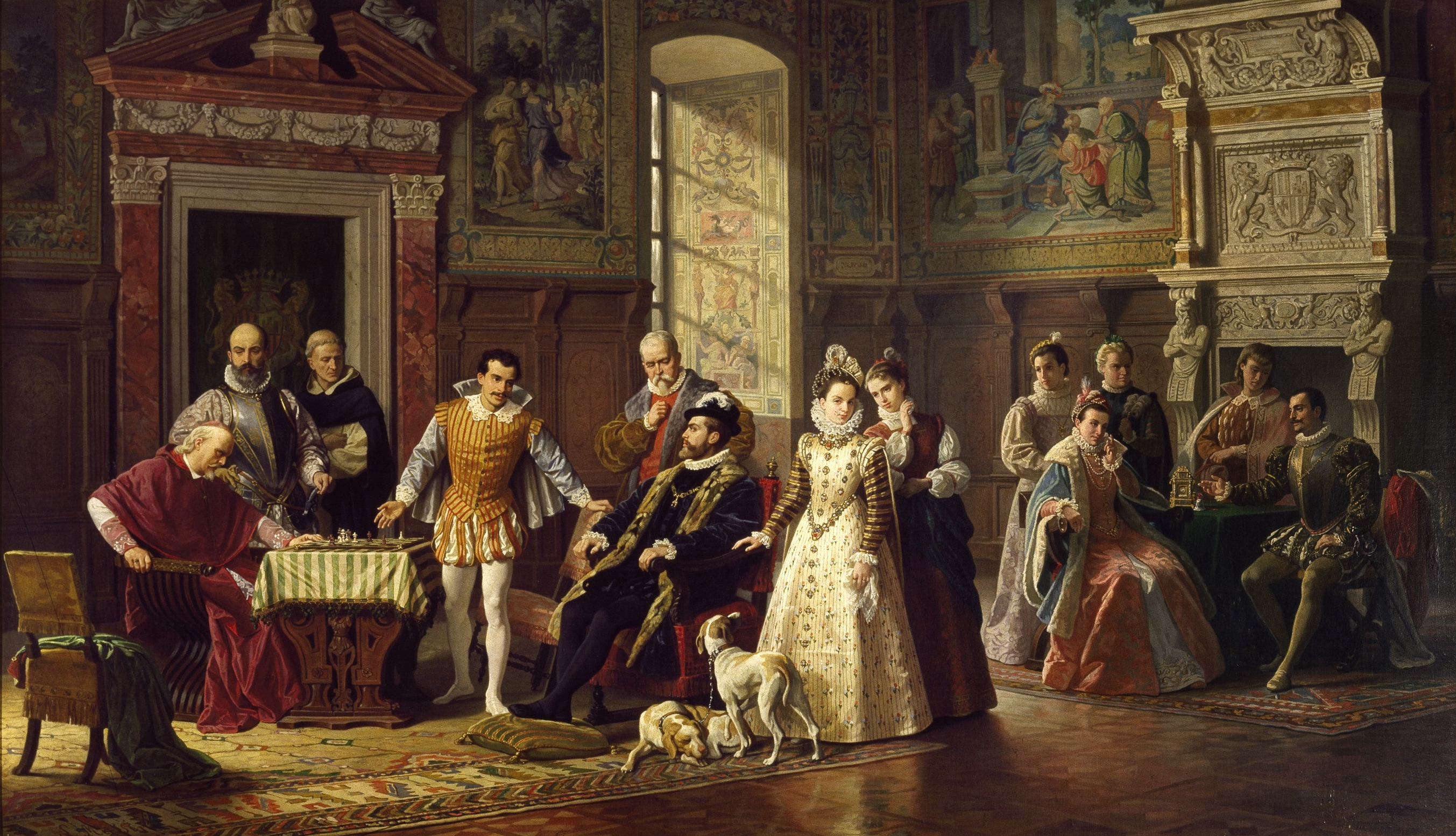
Luigi Mussini (1886): Leonardo da Cutro besiegt Ruy López am Hof von Philipp II. 1575. Die Stimmung und das Ambiente dürfte beim Spiel von Leonardo und El Morro am Hofe Sebastians I. in Lissabon wohl ähnlich gewesen sein.

El Morro (auch Il Moro, bei George Walkers Übersetzung the moor (der Maure)) war ein portugiesischer Schachspieler des 16. Jahrhunderts. Seine Lebensdaten sind nicht bekannt. Er war Schachlehrer am Hofe König Sebastians I. in Lissabon und galt als stärkster Spieler Portugals, bis er im Jahre 1575 in einem Wettkampf von Giovanni Leonardo da Cutro geschlagen wurde.

## Begegnung mit Leonardo da Cutro
Die Begegnung kam im Anschluss an das erste internationale Schachturnier der Geschichte von 1575 am Hofe des spanischen Königs Philipp II. in Madrid zustande, als Leonardo da Cutro, zusammen mit seinem Begleiter Giulio Cesare, nach Portugal reiste, um sich dort vom Verlust seiner Geliebten zu erholen. Leonardo lernte in Lissabon einen Gleichgesinnten kennen, welcher am Hofe König Sebastians I. verkehrte und El Morro persönlich kannte. Sie arrangierten ein erstes Treffen in privater Atmosphäre, bei welchem scharfe Eröffnungen wie das Königsgambit oder das Damengambit gespielt wurden. Leonardo spielte nicht seine volle Stärke aus, so dass die Partien unentschieden endeten. Die Nachricht, dass ein italienischer Schachspieler im Lande sei, welcher die Kühnheit besaß, dem großen El Morro auf gleicher Ebene zu begegnen, verbreitete sich wie ein Lauffeuer. Schließlich lud der König die beiden an seinen Hof ein, wo Leonardo seinen Gegner in vielen Spielen schlug. El Morros Stolz ließ das nicht zu und er verlangte Revanche, welche am folgenden Tag stattfand. Leonardo da Cutro gewann erneut, worauf ihm König Sebastian I. den Titel Il Cavaliere errante (der umherirrende Ritter) verlieh, weil er, wie die alten Ritter, umherirre um die Stolzen zu demütigen. Leonardo da Cutro verbrachte dann noch ein paar Monate in Lissabon, bevor er zurück nach Madrid reiste, um dort gegen seinen Landsmann Paolo Boi anzutreten.
El Morro scheint sich von dieser Tragödie nicht mehr erholt zu haben und zog sich vermutlich aus dem Schachleben zurück.
Carrera berichtet 1617, dass Paolo Boi Portugal bereiste, dort mit verschiedenen noblen Herren (er soll an einem einzigen Tag 8000 Scudi gewonnen haben) und viele Stunden mit König Sebastian I. Schach spielte. Von einer Begegnung mit El Morro berichtet er nicht.